# Kapel De Waterhond

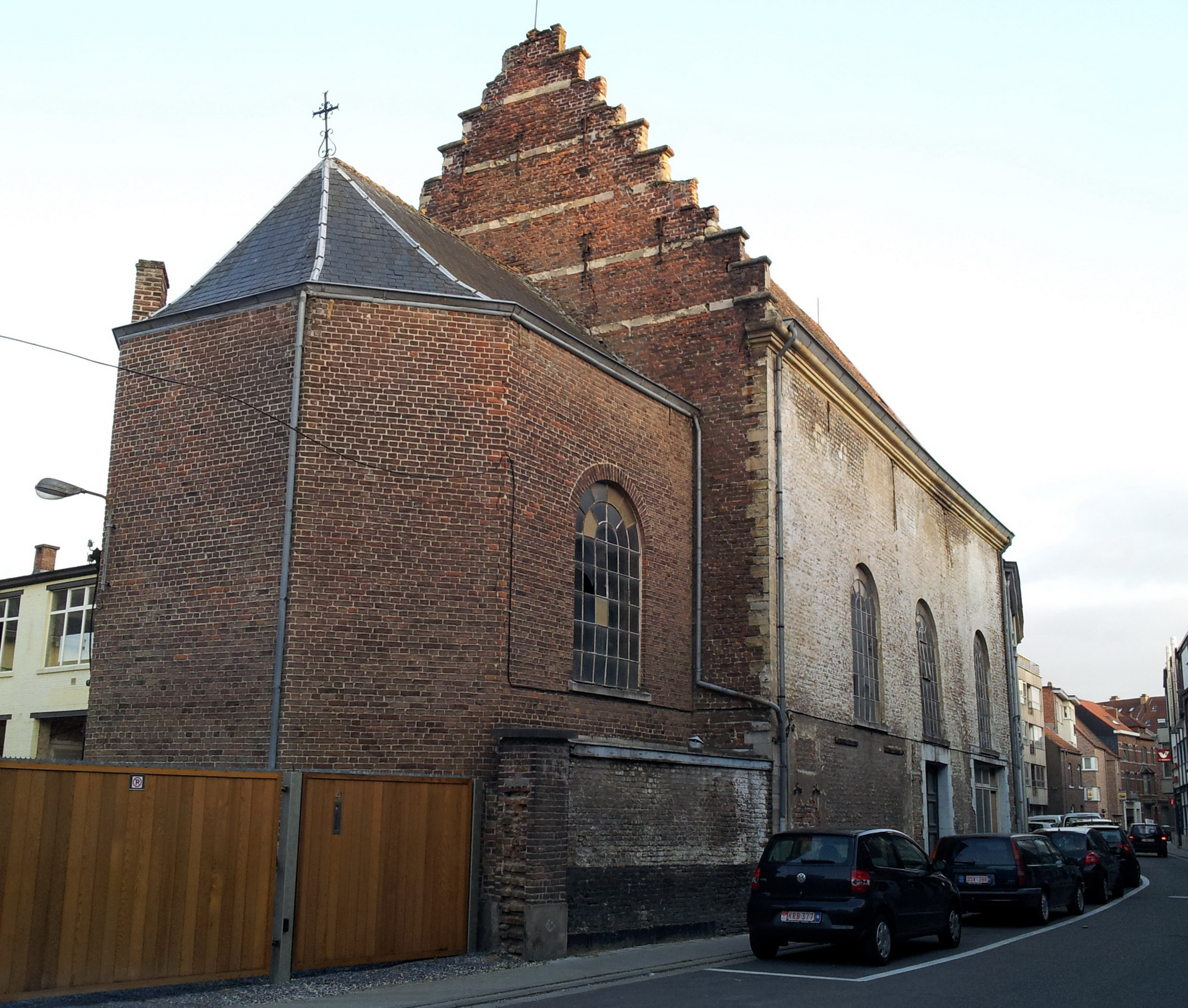
De kapel in 2013

De Kapel De Waterhond is een voormalige kapel gelegen in de Breendonkstraat nr 41 te Sint-Truiden in de Belgische provincie Limburg.

## Toelichting
De kapel was oorspronkelijk een 16e eeuw breedhuis of schuur in traditionele stijl opgetrokken. Het gebouw vormde men in een latere periode om tot kapel. In 1872 bouwde men tegen de noordoostelijk gelegen zijgevel een bakstenen koor aan. Vanaf dan deed het gebouw dienst als kapel van het toenmalige seminarie aan de Diesterstraat. Vanaf het midden van de 20ste eeuw deed het gebouw achtereenvolgens dienst als vredegerecht en als muziek- en tekenacademie. Er volgde een decennialange periode van leegstand. Sinds 1997 is het gebouw beschermd als monument.

## Nieuwe functie voor de kapel
Sinds 2013 is er na een grondige renovatie en verbouwing een architectenbureau in gevestigd. Na het verwijderen van naderhand bijgebouwde delen, verwijst het huidige interieur meer naar de verschillende functies van het gebouw doorheen de tijd: de eiken dakstructuur met de poortboog met haar schapstenen doen denken aan een schuur; de sierzuilen, de boogramen en het booggewelf in het koor en de fresco's verwijzen naar een kapel.